# Paul Meurice

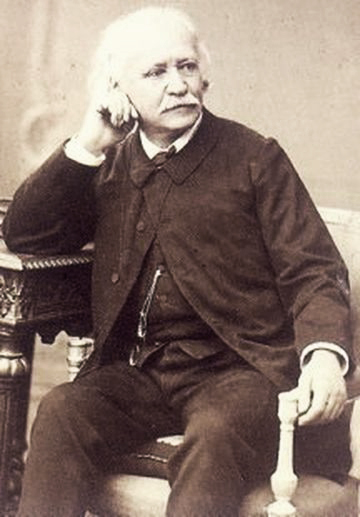
Paul Meurice

Paul Meurice (* 5. Februar 1818 in Paris; † 11. Dezember 1905 ebenda) war ein französischer Schriftsteller.

## Leben
Meurice war der Sohn des Goldschmieds Pierre Jacques Meurice (1781–1857) und dessen Ehefrau Marie-Françoise Giroux (1783–1855). Einen ersten künstlerischen Unterricht erhielt er durch seinen Vater, aber er wollte nie diesen Beruf ausübe.
Mit 18 Jahren wurde Meurice 1836 durch seinen Schulfreund Auguste Vacquerie in den Kreis um Victor Hugo eingeführt und war bald regelmäßiger Gast in dessen Haus. In diesem Umfeld machte er u. a. die Bekanntschaft der Familie Granger und heiratete am 25. März 1843 in Saint-Mandé (Département Val-de-Marne) die Tochter Eléonore Granger (1819–1874) und hatte mit ihr eine Tochter: Lise Camille (1863–1955). Trauzeugen bei dieser Hochzeit waren Victor Hugo und Jean-Auguste-Dominique Ingres.
1848 wurde er Chefredakteur des von Hugo gegründeten Journals L'Événement. Während des Staatsstreiches 1851 wurde er ebenso wie Hugo verhaftet. Nach seiner Freilassung vertrat er die Interessen Hugos, der im Exil war, in Frankreich. 1869 gründete er mit Auguste Vacquerie und Hugos Söhnen Charles und François-Victor Hugo die Zeitschrift Le Rappel.
Hugo machte ihn zu seinem Testamentsvollstrecker, und in dieser Eigenschaft betreute er die fünfundvierzigbändige Édition Nationale des Gesamtwerkes Hugos. Zu dessen 100. Geburtstag 1902 gründete er in Hugos Haus am Place des Vosges das Musée Victor Hugo.
Im Dezember 1905 starb Paul Meurice in Paris und fand auf dem Friedhof Père-Lachaise (Div. 26) seine letzte Ruhestätte.

## Rezeption
Zu Anfang seiner schriftstellerischen Karriere verfasste er mit Vacquerie und Théophile Gautier 1842 das Stück Falstaff (nach William Shakespeare). 1844 folgte, in Zusammenarbeit mit Vacquerie, Antigone. Eine Adaption des Hamlet, die er mit Alexandre Dumas schrieb, veröffentlichte dieser unter eigenem Namen. In Zusammenarbeit mit George Sand entstand Le Drac.
Nach einer Reihe eigenständiger Werke schrieb Meurice Ende der 1870er Jahre drei Theateradaptionen von Romanen Hugos: Les Miserables (1878), Notre Dame de Paris (1876) und Quatre-vingt-treize (1881). Außerdem veröffentlichte Meurice mehrere Romane.

## Werke
- Falstaff. 1842.
- Antigone. 1844.
- Hamlet. 1847.
- Benvenuto Cellini. 1852.
- Schamyl. 1854.
- Fanfan la Tulipe. 1858.
- Le Maître d'école, 1858.
- François-les-bas-bleus. 1863.
- Notre Dame de Paris. 1876.
- Les Miserables. 1878.
- Quatre-vingt-treize. 1881.
- Struensee. 1893.
- Le Drac. 1892.